# Hovvarpner

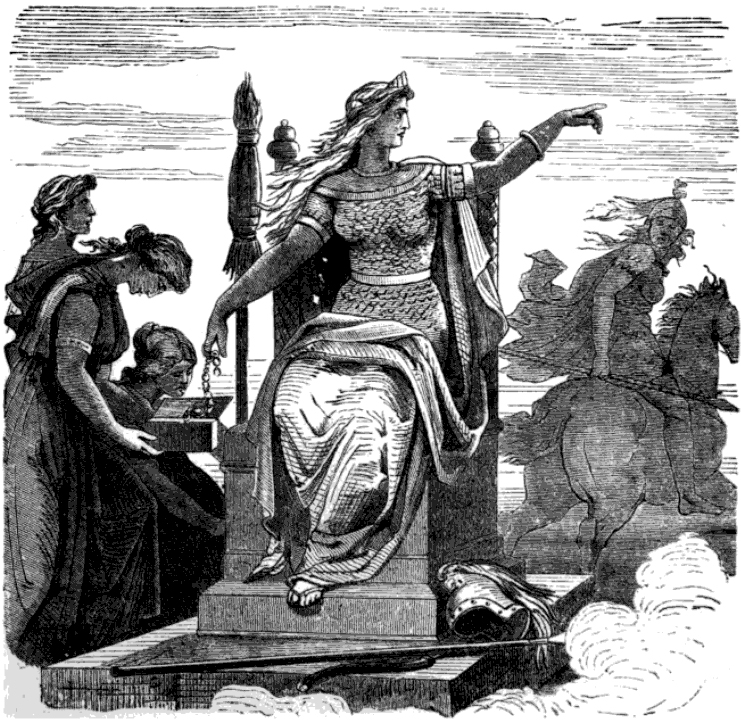
Frigg skickar Gnå på Hovvarpne i ett ärende. Till vänster ses Fulla som bär Friggs skrin. Illustration av okänd konstnär 1902.

Hovvarpne eller Hovvarpner (fvn Hófvarfnir, Hófvarpnir, ”han som kastar med hovarna”) är i nordisk mytologi asynjan Gnås häst. Gnå omtalas i Snorres Edda, där hon sägs vara gudinnan Friggs tjänarinna som från hästryggen uträttar sin härskarinnas ärenden i alla mytologins olika världar. Hovvarpne ”springer genom luften och över vatten”, skriver Snorre.
Sin kunskap om Gnå och hennes häst har Snorre hämtat från ett nu förlorat kväde ur vilket han citerar en och en halv strof på ljóðaháttr. I den inledande halvstrofen sägs några vaner fråga vad det är som flyger däruppe i luften. Gnå svarar då:
| Jag flyger ej, men jag far likväl och glider lätt genom luften på Hovvarpne, Hamskerpes son – hans mor var märren Gardrofa. | Ne ek flýg þó ek fer ok at lopti líðk á Hófvarfni þeim er Hamskerpir gat við Garðrofu. |  |

Detta är egentligen allt som vi vet om Gnå och hennes häst. Namnet Garðrofa ser ut att betyda ”hon som river gärdsgårdar”, och Hamskerpir (eller Hamskarpr) betyder kanske ”den skarphudade, hårdhudade” eller möjligen ”den magre”. Eftersom den myt där dessa hästar kan ha figurerat är okänd, är det svårt att veta vilken tolkning av namnet som är att föredra.
Mytologin känner flera hästar som färdas mellan himmel och jord, och mellan Asgård, Midgård och Utgård, och som därmed överbryggar och förbinder mytologins olika världar. Sleipner tycks vara den främste. Han kan ta sig in i de dödas värld – och komma levande tillbaka – eftersom han hoppar över Hels stängsel utan att passera genom dödsrikets port. Om Hovvarpne hade någon liknande färdighet är inte känt. Allt vad Snorre har att säga om denna häst är att den springer ”lopt ok lǫg” (”genom luft och över vatten/hav”), vilket är samma ordval som står i Helgekvädenas prosatexter rörande de hästar som rids av valkyrior. Också dessa sägs fara fram ”högt uppe i luften” och springa ”lopt ok lǫg”.